# Aneilema johnstonii
Aneilema johnstonii är en himmelsblomsväxtart som beskrevs av Karl Moritz Schumann. Aneilema johnstonii ingår i släktet Aneilema och familjen himmelsblomsväxter. Inga underarter finns listade.